# Dasypolia shugnana
Dasypolia shugnana là một loài bướm đêm trong họ Noctuidae.